# Setina nigrostriata
Setina nigrostriata är en fjärilsart som beskrevs av Thomann 1951. Setina nigrostriata ingår i släktet Setina och familjen björnspinnare. Inga underarter finns listade i Catalogue of Life.